# 托姆沙尼鄉 (沃爾恰縣)
45°05′N 24°04′E / 45.083°N 24.067°E
托姆沙尼鄉（羅馬尼亞語：Comuna Tomșani, Vâlcea），是羅馬尼亞的鄉份，位於該國西南部，由沃爾恰縣負責管轄，面積43平方公里，海拔高度385米，2002年人口4,087，人口密度每平方公里94人。